# دنیل کانمن
دنیل کانمن (عبری: דניאל כהנמן‎؛ زادهٔ ۵ مارس ۱۹۳۴ – درگذشتهٔ ۲۷ مارس ۲۰۲۴) روان‌شناس آمریکایی-اسرائیلی بود که برای کار بر روی روان‌شناسی قضاوت و تصمیم‌گیری و نیز اقتصاد رفتاری که به خاطر آن جایزه نوبل اقتصاد ۲۰۰۲ (به همراه ورنون اسمیت) را برد، مشهور است. یافته‌های تجربی او فرض رایج عقلانیت انسان در نظریهٔ اقتصاد مدرن را به چالش می‌کشد.
کانمن به همراه آموس تْوِرسکی و دیگران، پایه‌ای شناختی برای خطاهای رایج انسانی که از اکتشاف و سوگیری ناشی می‌شوند ارائه داد و نظریه چشم‌انداز را توسعه داد. او در سال ۲۰۰۲ به خاطر کار بر نظریهٔ چشم‌انداز برندهٔ جایزه نوبل اقتصاد شد.
کانمن استاد بازنشستهٔ روان‌شناسی و امور عمومی در مدرسه وودرو ویلسن دانشگاه پرینستون است. او با آن ترایسمن (عضو انجمن سلطنتی) ازدواج کرده‌است.
کانمن باوجود اینکه در شهر تل‌آویو متولد شده بود اما بیشتر دوران کودکی خود را در پاریس گذراند. وی در سال ۱۹۴۶ میلادی نهایتاً از فرانسه به اسرائیل بازگشت. وی مدرک لیسانس و فوق لیسانس خود را در رشته روان‌شناسی و علوم ریاضی از دانشگاه عبری در اورشلیم دریافت نمود. پس ازآن به نیروهای دفاعی اسرائیل پیوست تا دوران نظام وظیفه را طی کند. وی در دوران خدمت نظام وظیفه در بخش روان‌پزشکی در ارتش اسرائیل به خدمت پرداخت. در سال ۱۹۵۸ به ایالات متحده آمریکا رفت و مدرک دکترای خود را در سال ۱۹۶۱ در رشته روان‌شناسی از دانشگاه کالیفرنیا، برکلی کسب نمود.

## نظریه روان‌شناسی لذتی و سرمایه‌گذاری رفتاری
موضوع «ناسازگاری و خطاهای تصمیم‌گیری» توسط افراد متخصص و خبره از جمله موضوعات محوری است که کانمن در تحقیقات خود به آن پرداخته‌است. تحقیقات کانمن و آموس تورسکی موجب شد تا تحولی اساسی در حوزه اقتصاد ایجاد شود چرا که همواره در عمل دیده می‌شود، رفتار عاملان اقتصادی با آنچه که تئوری رفتار عقلانی پیش‌بینی می‌کرد، منطبق نیست. آنها از طریق آزمایش‌های تجربی نشان دادند که چه اشتباه‌ها، تناقض‌ها و جهت‌گیری‌هایی همواره در تصمیم‌گیری‌های انسانی وجود دارد. برپایه تحقیقات بعمل آمده توسط وی، تصمیم‌گیری انسان‌ها در معرض خطا است و چقدر باید مراقب جهت‌گیری‌ها بود. امروزه کاربرد تحقیقات کانمن موجب تحولی شگرف در حوزه اقتصاد شده و کمک به فهم این موضوع کرده که چگونه عاملان اقتصادی در مورد زمان، پول و منابع خود تصمیم‌گیری می‌کنند.

## آثار منتشر شده
- توجه و تلاش ۱۹۷۳
- قضاوت بدون قطعیت ۱۹۸۲
- خوب بودن؛ مبانی روان‌شناسی سرخوشی و لذت ۱۹۹۹
- انتخاب‌ها، ارزش‌ها و چهارچوب‌ها ۲۰۰۰
- تفکر، سریع و آهسته ۲۰۱۱
- نویز: نقصی در قضاوت انسان (۲۰۲۱) همراه با الیویه سیبونی و کاس سانستین